# Марк Андре тер Штеген
Марк Андре тер Штеген (30. април 1992) је немачки фудбалер, који тренутно игра за Барселону и фудбалску репрезентација Немачке на позицији голмана. 
Своју фудбалску каријеру, почео је у Борусији Менхенгладбах, из које је 2014. године прешао у Барселону за 12 милиона евра.
У сезони 2014/15. почео је да игра у Барселони, и исте сезоне је освојио Лигу шампиона, Примеру и Куп краља. Одласком Клаудиа Брава из клуба, 2016. постао је главни голман Барселоне.
Свој деби за репрезентацију Немачке је имао 2012. на пријатељском мечу против Швајцарске. Главни голман Немачке је постао на Купу конфедерације 2017, где је репрезентација освојила титулу.

## Трофеји

### Барселона
- Првенство Шпаније (6) : 2014/15, 2015/16, 2017/18, 2018/19, 2022/23, 2024/25.
- Куп Шпаније (6) : 2014/15, 2015/16, 2016/17, 2017/18, 2020/21, 2024/25.
- Суперкуп Шпаније (2) : 2018, 2022/23.
- Лига шампиона (1) : 2014/15.
- Суперкуп Европе (1) : 2015.
- Светско клупско првенство (1) : 2015.

### Репрезентација Немачке
- Куп конфедерација (1) : 2017.
- Европско првенство до 17 година (1) : 2009.